# Ешланд (Монтана)
Ешланд (енгл. Ashland) насељено је место без административног статуса у америчкој савезној држави Монтана.

## Демографија
По попису из 2010. године број становника је 824, што је 360 (77,6%) становника више него 2000. године.
| Група             | 2000.      | 2010.       |
| Белци             | 97 (20,9%) | 237 (28,8%) |
| Афроамериканци    | 0 (0,0%)   | 4 (0,5%)    |
| Азијати           | 1 (0,2%)   | 7 (0,8%)    |
| Хиспаноамериканци | 9 (1,9%)   | 49 (5,9%)   |
| Укупно            | 464        | 824         |